# U-1232
U-1232 je bila nemška vojaška podmornica Kriegsmarine, ki je bila dejavna med drugo svetovno vojno.

## Zgodovina
Aprila 1945 so podmornico v Wesermündeju izvzeli iz aktivne službe. Tu so jo maja 1945 zaplenili Britanci. 4. marca 1946 se je potopila med vleko na kraj namerne potopitve.

## Poveljniki
| Poveljniki |                                    |              |                                |
| Št.        | Čin                                | Ime          | Poveljstvo                     |
| 1.         | Kapitan (Kapitän zur See)          | Kurt Dobratz | 8. marec 1944 - 31. marec 1945 |
| 2.         | Nadporočnik (Oberleutnant zur See) | Götz Roth    | 1. april 1945 - 27. april 1945 |

## Tehnični podatki
| border="1" cellpadding="5" cellspacing="0" align="center"
|+Pregled karakteristik
|-
! style="background:#ffdead;" | Kategorije
! style="background:#ffdead;" | Podatki
|-
| Teža (t):
na površju
pod površjem
polna Teža
| 
1.120
1.232
1.545

|-
| Dolžina (m) - tlačni trup (m)
| 76,76 - 58,75
|-
| Širina (m) - tlačni trup (m)
| 6,86 - 4,44
|-
| Izpodriv (m)
| 4,67
|-
| Višina (m)
| 9,6
|-
| Moč (hp):
na površju
pod podvršjem
| 
4.400
1.000

|-
| Hitrost (vozlov):
na površju
pod podvršjem
| 
19
7,3

|-
| Doseg (milja/vozel):
na površju
pod podvršjem
| 
13.850/10
63/4

|-
| Torpeda/Torpedne cevi
| 22/6 (4 na premcu, 2 na krmi)
|-
| Krovni top (mm)
| 105 (110 granat)
|-
| Mine
| 44 TMA
|-
| Posadka
| 48-56
|-
| Maksimalni potop (m)
| 230
|-
|}